# Ceroctis swartzi
Ceroctis swartzi es una especie de coleóptero de la familia Meloidae.

## Distribución geográfica
Habita en Sierra Leona.